# Zia Haider Rahman
Zia Haider Rahman – brytyjski pisarz.
Urodził się w Bangladeszu, kształcił w Anglii, Niemczech i Stanach Zjednoczonych.
Jego debiutancka powieść In the Light of What We Know została wyróżniona w 2015 James Tait Black Memorial Prize. Książka została przetłumaczona na kilka języków.